# Electro Deluxe
Electro Deluxe ist eine französische Nu-Jazz-Band.

## Die Band
Die Band wurde im Jahr 2001 gegründet. Die Mitglieder der Band sind der Saxophonist und Programmierer Thomas Faure, der Bassist Jérémie Coke, der Schlagzeuger Arnaud Renaville und der Pianist Gaël Cadoux.
Musikalisch werden Einflüsse aus Jazz, Funk, Hip-Hop, verarbeitet. Der Stil orientiert sich an Musikern wie Herbie Hancock, Buckshot LeFonque und Meshell Ndegeocello. Im Gegensatz zu klassischen Elektro-Jazz-Gruppen arbeitet die Gruppe weitgehend mit herkömmlichen Jazz-Instrumenten, die durch elektronische Samples ausgeschmückt werden. Die Gruppe trat bei verschiedenen internationalen Jazz-Festivals auf, so dem Festival International de Jazz de Montréal und dem Jazz-E Festival in Peking.
Auf dem Album Hopeful arbeitete die Gruppe mit dem britischen Rapper HKB FiNN, dem französischen Jazz-Geiger Didier Lockwood, dem Jazz-Trompeter Flavio Boltro, der amerikanischen Sängerin Crystal Petit Night und anderen zusammen.

## Diskografie
- Stardown, 2005
- Hopeful, 2007
- Play, 2010
- Home, 2013
- Circle, 2016
- Circle Live, 2018
- Apollo, 2019

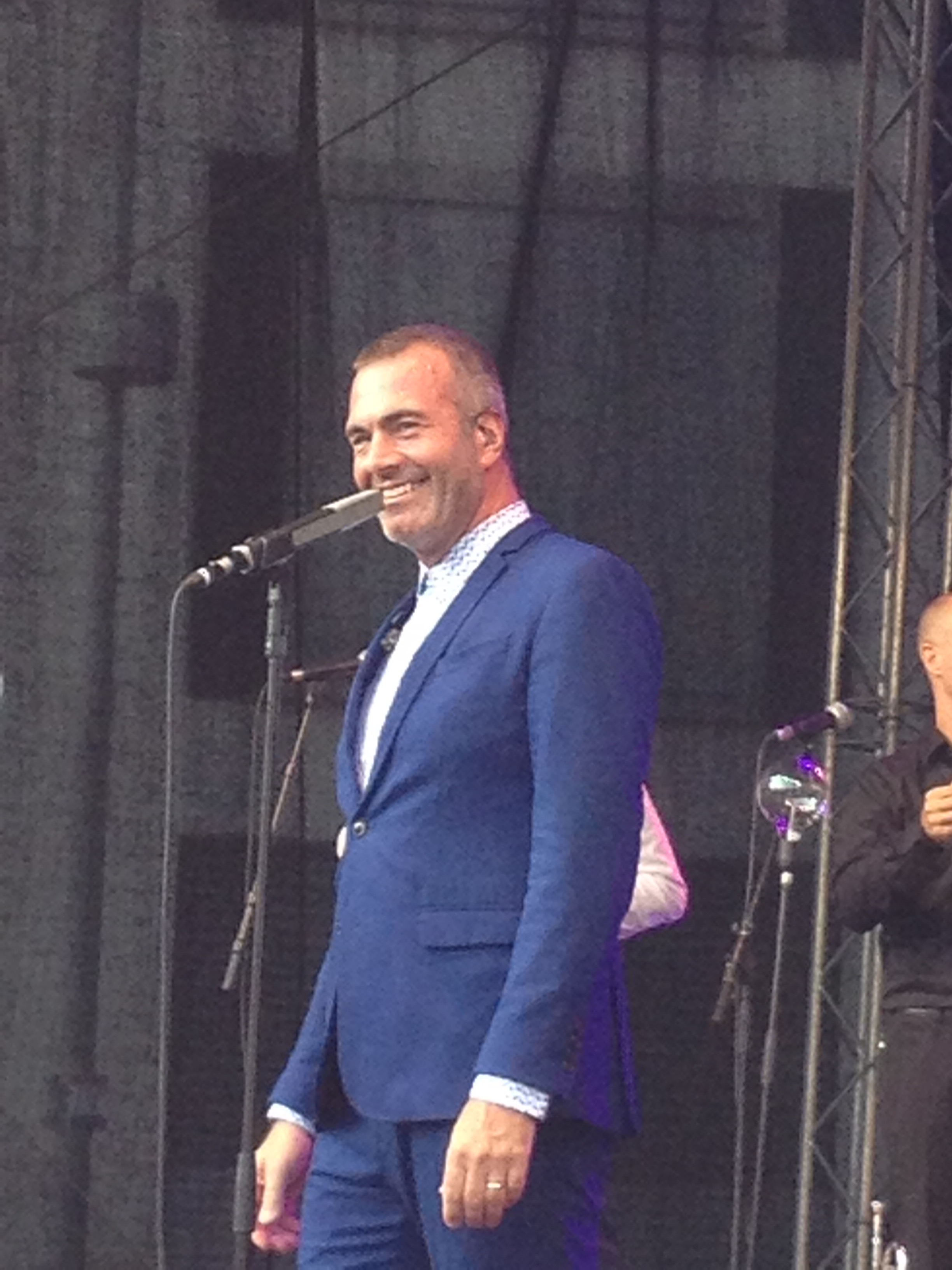
Sänger James Copley